# Андерсон Емануел
Андерсон Емануел Каштелу Бранку да Круж (порт. Anderson Emanuel Castelo Branco da Cruz; нар. 9 квітня 1996, Луанда), відомий як просто Андерсон Емануел — ангольський і португальський футболіст, фланговий півзахисник болівійського клубу «Болівар».

## Ігрова кар'єра
Народився 9 квітня 1996 року в ангольській Луанді. Переїхавши в дитячому віці до Португалії, займався футболом у низці місцевих футбольних шкіл, останньою з яких була академія «Варзіма».
Провівши свій перший сезон дорослої кар'єри у другій команді останнього клубу, 2016 року перебрався до Іспанії, де уклав контракт з «Оренсе», на умовах оренди з якого пограв ще за декілька місцевих нижчолігових команд.
2018 року уклав контракт з «Алавес», з якого, утім, швидко був відданий в оренду до хорватського «Рудеша». Згодом також на умовах оренди грав у Франції за «Сошо» та в складі іспанської «Фуенлабради».
У вересні 2020 року знайшов варіант продовження кар'єри в Болівії, де приєднався до лав «Болівара».